# Caitlyn Jenner
Caitlyn Marie Jenner (anteriormente William Bruce Jenner, Mount Kisco, 28 de outubro de 1949) é uma personalidade da televisão, socialite, ex-atleta e conhecida mulher transgênero norte-americana. Conquistou fama em seu país após vencer uma medalha de ouro no decatlo masculino durante os Jogos Olímpicos de Verão de 1976, e anos depois teve proeminência mundial ao participar juntamente com sua família do reality show Keeping Up with the Kardashians.

## Carreira esportiva
Caitlyn, antes da transição de gênero, jogou futebol americano na faculdade, parando após uma lesão no joelho. O treinador de atletismo da instituição viu seu potencial para o decatlo, no qual Jenner estreou em 1970. Após terminar em quinto lugar nos Jogos Olímpicos de Verão de 1972, Jenner iniciou um treinamento intenso, vencendo o torneio nacional em 1974, a medalha de ouro nos Jogos Pan-Americanos de 1975, e um recorde mundial nas eliminatórias americanas para as Olimpíadas. Após vencer o ouro no decatlo dos Jogos Olímpicos de Verão de 1976, foi aclamado como "maior atleta do mundo" nos Estados Unidos.

## Vida pessoal

### Casamentos
Antes de sua transição de gênero, Jenner havia se casado três vezes. Primeiro com Chrystie Scott entre 1972 e 1981, com quem teve o filho Burton "Burt" Jenner e a filha Casandra "Casey" Marino. O divórcio de Jenner e Scott foi finalizado na primeira semana de janeiro de 1981.
Em 5 de janeiro de 1981, Jenner casou-se com a atriz Linda Thompson no Havaí. Tiveram dois filhos, Brandon Jenner e Sam Brody Jenner. Em fevereiro de 1986, Jenner e Thompson já haviam se separado e divorciado. Seus filhos então estreariam no reality show The Princes of Malibu, e Brody participaria do reality show The Hills.
Em 21 de abril de 1991, Jenner casou-se com Kris Kardashian após cinco meses de namoro. Tiveram duas filhas, Kendall e Kylie Jenner. Enquanto em matrimônio, Jenner também foi madrasta dos filhos de Kris de seu casamento anterior – Kourtney, Kim, Khloé e Robert – que estrelaram em Keeping Up with the Kardashians. O casal se separou em junho de 2013, mas a separação não foi anunciada publicamente até quatro meses depois, em outubro. Kris pediu o divórcio em setembro de 2014, citando diferenças irreconciliáveis. Os termos do divórcio foram finalizados em dezembro de 2014 e entraram em vigor em 23 de março de 2015, conforme uma exigência legal estadual de um atraso de seis meses após o depósito.

### Colisão de carro fatal
Em fevereiro de 2015, Jenner se envolveu em uma colisão fatal de vários veículos na Pacific Coast Highway em Malibu na Califórnia. Kim Howe, uma ativista dos direitos dos animais e atriz, foi morta quando o SUV de Jenner bateu no carro de Howe. Os relatos da sequência de colisões variaram, assim como o relato de número de feridos. Promotores se recusaram a abrir acusações criminais, mas três processos civis foram movidos contra Jenner pelos enteados de Howe e motoristas de outros carros envolvidos na colisão.
Jessica Steindorff, uma agente de Hollywood que foi atropelada pelo carro de Howe, encerrou seu caso em dezembro de 2015. Os enteados de Howe encerraram o caso em janeiro de 2016. Os detalhes financeiros não foram divulgados em nenhum dos casos.

## Política
Jenner é cristã, conservadora e membro do Partido Republicano. Ela se descreve como socialmente liberal e economicamente conservadora.
A ex-atleta foi candidata a governadora da Califórnia na eleição de recall de 2021, mas não figurou nem entre os dez primeiros, terminando com apenas 56 mil votos.